# THQ Nordic
THQ Nordic GmbH (tidigare  'Nordic Games GmbH' ) är ett österrikiskt datorspelsförlag med säte i Wien. Det är ett dotterbolag till det svenska företaget Embracer Group (tidigare THQ Nordic AB). Företaget grundades 2011 av den svenska entreprenören Lars Wingefors. Det har produkter och varumärken som förvärvats från andra stora förlag, till exempel JoWooD Entertainment och dess tidigare dotterbolag DreamCatcher Interactive och The Adventure Company 2011, från THQ 2013, och från NovaLogic år 2016.
Under 2014 förvärvades THQ-varumärket av Nordic Games, som hade förvärvat några av THQs tillgångar i auktionen. Bolaget bytte namn till THQ Nordic i augusti 2016.

## Dotterbolag
Bland THQ Nordics dotterbolag finns flera datorspelsutvecklare samt två distributörer: THQ Nordic Inc. i USA (grundades 2012) och THQ Nordic Japan KK i Japan (grundades 2019). 
| Namn                  | Säte          | Grundat      | Uppköpt      | Ref.              |
| --------------------- | ------------- | ------------ | ------------ | ----------------- |
| Alkimia Interactive   | Barcelona     | 2018         | —            | [ 4 ] [ 5 ] [ 6 ] |
| Appeal Studios        | Belgien       | 2018         | 21 juli 2021 | [ 7 ]             |
| Ashborne Games        | Brno          | 2020         | —            | [ 8 ]             |
| Black Forest Games    | Offenburg     | 21 juli 2012 | 21 juli 2017 | [ 9 ] [ 10 ]      |
| Bugbear Entertainment | Helsingfors   | 21 juli 2000 | 21 juli 2018 | [ 11 ]            |
| Experiment 101        | Stockholm     | 21 juli 2015 | 21 juli 2017 | [ 12 ]            |
| Gate21 d.o.o.         | Sarajevo      | 21 juli 2021 | —            | [ 7 ]             |
| Grimlore Games        | München       | 21 juli 2013 | —            | [ 13 ]            |
| Gunfire Games         | Austin, Texas | 21 juli 2014 | 21 juli 2019 | [ 14 ]            |
| HandyGames            | Giebelstadt   | 21 juli 2000 | 21 juli 2018 | [ 15 ]            |
| Kaiko                 | Frankfurt     | 2014         | 21 juli 2021 | [ 7 ]             |
| Metricminds           | Frankfurt     | 21 juli 2001 | 21 juli 2022 | [ 16 ]            |
| Mirage Game Studios   | Karlstad      | 21 juli 2016 | —            | [ 17 ]            |
| Nine Rocks Games      | Bratislava    | 21 juli 2020 | —            | [ 18 ]            |
| Pow Wow Entertainment | Wien          | 21 juli 2019 | 21 juli 2020 | [ 19 ]            |
| Purple Lamp           | Wien          | 21 juli 2018 | 21 juli 2020 | [ 20 ]            |
| THQ Nordic France SAS | Paris         | 21 juli 2021 | —            | [ 7 ]             |

### Tidigare
| Namn               | Säte             | Grundat      | Uppköpt      | Avvecklat    | Öde     | Ref.          |
| ------------------ | ---------------- | ------------ | ------------ | ------------ | ------- | ------------- |
| Campfire Cabal     | Köpenhamn        | 21 juli 2022 | —            | 21 juli 2023 | Nedlagt | [ 21 ] [ 22 ] |
| Foxglove Studios   | Stockholm        | 21 juli 2016 | —            | 21 juli 2019 | Sålt    | [ 23 ] [ 24 ] |
| Rainbow Studios    | Phoenix, Arizona | 21 juli 2013 | —            | 21 juli 2024 | Sålt    |               |
| Pieces Interactive | Skövde           | 21 juli 2007 | 21 juli 2017 | 21 juli 2024 | Nedlagt | [ 29 ] [ 30 ] |
| Piranha Bytes      | Essen            | 1997         | May 2019     | June 2024    | Nedlagt | [ 31 ] [ 32 ] |

## Förvärvade spelserier
| Förvärvningsår | Titel                                             | Förvärvad från              |
| -------------- | ------------------------------------------------- | --------------------------- |
| 2011           | AquaNox                                           | JoWooD Entertainment        |
| 2011           | Alien Nations                                     | JoWooD Entertainment        |
| 2011           | Beam Breakers                                     | JoWooD Entertainment        |
| 2011           | Chaser                                            | JoWooD Entertainment        |
| 2011           | Cold Zero                                         | JoWooD Entertainment        |
| 2011           | Europa 1400: The Guild                            | JoWooD Entertainment        |
| 2011           | Freak Out: Extreme Freeride                       | JoWooD Entertainment        |
| 2011           | Gothic (delvist)                                  | JoWooD Entertainment        |
| 2011           | Itch!                                             | JoWooD Entertainment        |
| 2011           | K-Hawk: Survival Instinct                         | JoWooD Entertainment        |
| 2011           | Legend of Kay                                     | JoWooD Entertainment        |
| 2011           | Neighbours from Hell                              | JoWooD Entertainment        |
| 2011           | Panzer Elite                                      | JoWooD Entertainment        |
| 2011           | Pusher                                            | JoWooD Entertainment        |
| 2011           | Rally Trophy                                      | JoWooD Entertainment        |
| 2011           | Railroad Pioneer                                  | JoWooD Entertainment        |
| 2011           | Söldner: Secret Wars                              | JoWooD Entertainment        |
| 2011           | Space Force: Rogue Universe                       | JoWooD Entertainment        |
| 2011           | SpellForce                                        | JoWooD Entertainment        |
| 2011           | The Nations                                       | JoWooD Entertainment        |
| 2011           | Yoga Wii                                          | JoWooD Entertainment        |
| 2011           | Zax: The Alien Hunter                             | JoWooD Entertainment        |
| 2011           | Animates                                          | DreamCatcher Interactive    |
| 2011           | Besieger                                          | DreamCatcher Interactive    |
| 2011           | Castleween                                        | DreamCatcher Interactive    |
| 2011           | Domination                                        | DreamCatcher Interactive    |
| 2011           | Dunes of War                                      | DreamCatcher Interactive    |
| 2011           | Dungeon Lords                                     | DreamCatcher Interactive    |
| 2011           | Emergency Fire Response                           | DreamCatcher Interactive    |
| 2011           | Enigma: Rising Tide                               | DreamCatcher Interactive    |
| 2011           | First Battalion                                   | DreamCatcher Interactive    |
| 2011           | Genesis Rising: The Universal Crusade             | DreamCatcher Interactive    |
| 2011           | Harbinger                                         | DreamCatcher Interactive    |
| 2011           | Painkiller (sålt till Deep Silver)                | DreamCatcher Interactive    |
| 2011           | Pax Romana                                        | DreamCatcher Interactive    |
| 2011           | Project Earth: Starmageddon                       | DreamCatcher Interactive    |
| 2011           | Riddle of the Sphinx: An Egyptian Adventure       | DreamCatcher Interactive    |
| 2011           | Rock Manager                                      | DreamCatcher Interactive    |
| 2011           | Safecracker                                       | DreamCatcher Interactive    |
| 2011           | Stealth Combat                                    | DreamCatcher Interactive    |
| 2011           | SuperPower                                        | DreamCatcher Interactive    |
| 2011           | The Forgotten: It Begins                          | DreamCatcher Interactive    |
| 2011           | The Golden Horde                                  | DreamCatcher Interactive    |
| 2011           | Traitors Gate                                     | DreamCatcher Interactive    |
| 2011           | Aura: Fate of the Ages                            | The Adventure Company       |
| 2011           | Crystal Key                                       | The Adventure Company       |
| 2011           | Dark Fall                                         | The Adventure Company       |
| 2011           | Dead Reefs                                        | The Adventure Company       |
| 2011           | Dracula: Origin                                   | The Adventure Company       |
| 2011           | Echo: Secrets of the Lost Cavern                  | The Adventure Company       |
| 2011           | Evidence: The Last Ritual                         | The Adventure Company       |
| 2011           | Forever Worlds: Enter the Unknown                 | The Adventure Company       |
| 2011           | Hans Christian Andersen: The Ugly Prince Duckling | The Adventure Company       |
| 2011           | Keepsake                                          | The Adventure Company       |
| 2011           | Missing: Since January                            | The Adventure Company       |
| 2011           | MISSING: The 13th Victim                          | The Adventure Company       |
| 2011           | Murder in the Abbey                               | The Adventure Company       |
| 2011           | Mysterious Journey II                             | The Adventure Company       |
| 2011           | Next Life                                         | The Adventure Company       |
| 2011           | NiBiRu: Age of Secrets                            | The Adventure Company       |
| 2011           | Outcry                                            | The Adventure Company       |
| 2011           | Post Mortem                                       | The Adventure Company       |
| 2011           | Return to Mysterious Island                       | The Adventure Company       |
| 2011           | Safecracker: The Ultimate Puzzle Adventure        | The Adventure Company       |
| 2011           | Sentinel: Descendants in Time                     | The Adventure Company       |
| 2011           | The Black Mirror                                  | The Adventure Company       |
| 2011           | The Book of Unwritten Tales                       | The Adventure Company       |
| 2011           | The Cameron Files                                 | The Adventure Company       |
| 2011           | The Raven                                         | The Adventure Company       |
| 2011           | Egypt III: The Egyptian Prophecy                  | The Adventure Company       |
| 2011           | The Experiment                                    | The Adventure Company       |
| 2011           | The Moment of Silence (partiella rättigheter)     | The Adventure Company       |
| 2011           | The Mystery of the Mummy                          | The Adventure Company       |
| 2011           | The Omega Stone: Riddle of the Sphinx II          | The Adventure Company       |
| 2011           | Aura II: The Sacred Rings                         | The Adventure Company       |
| 2011           | Traitors Gate 2: Cypher                           | The Adventure Company       |
| 2011           | Voyage: Inspired by Jules Verne                   | The Adventure Company       |
| 2013           | All Star Cheer Squad                              | THQ                         |
| 2013           | All Star Karate                                   | THQ                         |
| 2013           | Alter Echo                                        | THQ                         |
| 2013           | Baja: Edge of Control                             | THQ                         |
| 2013           | Battle of the Bands                               | THQ                         |
| 2013           | Beat City                                         | THQ                         |
| 2013           | Big Beach Sports                                  | THQ                         |
| 2013           | Big Family Games                                  | THQ                         |
| 2013           | Crawler                                           | THQ                         |
| 2013           | Darksiders                                        | THQ                         |
| 2013           | de Blob                                           | THQ                         |
| 2013           | Deadly Creatures                                  | THQ                         |
| 2013           | Deep Six                                          | THQ                         |
| 2013           | Destroy All Humans!                               | THQ                         |
| 2013           | Dood's Big Adventure                              | THQ                         |
| 2013           | Elements of Destruction                           | THQ                         |
| 2013           | Fantastic Pets                                    | THQ                         |
| 2013           | Frontlines: Fuel of War                           | THQ                         |
| 2013           | Full Spectrum Warrior                             | THQ                         |
| 2013           | Juiced                                            | THQ                         |
| 2013           | Lock's Quest                                      | THQ                         |
| 2013           | MX vs. ATV                                        | THQ                         |
| 2013           | Neighborhood Games                                | THQ                         |
| 2013           | Pax Imperia: Eminent Domain                       | THQ                         |
| 2013           | Red Faction                                       | THQ                         |
| 2013           | Splashdown                                        | THQ                         |
| 2013           | Stuntman                                          | THQ                         |
| 2013           | Summoner                                          | THQ                         |
| 2013           | Terranium                                         | THQ                         |
| 2013           | The Outfit                                        | THQ                         |
| 2013           | Titan Quest                                       | THQ                         |
| 2013           | uDraw                                             | THQ                         |
| 2013           | World of Zoo                                      | THQ                         |
| 2013           | Desperados: Wanted Dead or Alive                  | Atari, SA                   |
| 2013           | Silver                                            | Atari, SA                   |
| 2014           | Codename: Panzers – Cold War                      | Make Projects               |
| 2014           | 15 Days                                           | DTP Entertainment           |
| 2014           | Curse of the Ghost Ship                           | DTP Entertainment           |
| 2014           | Overclocked: A History of Violence                | DTP Entertainment           |
| 2014           | The Black Mirror                                  | DTP Entertainment           |
| 2014           | The Moment of Silence                             | DTP Entertainment           |
| 2014           | The Mystery of the Druids                         | DTP Entertainment           |
| 2015           | Men of Valor                                      | 2015 Games                  |
| 2015           | Bridge Project                                    | bitComposer Entertainment   |
| 2015           | Citadels                                          | bitComposer Entertainment   |
| 2015           | Jagged Alliance                                   | bitComposer Entertainment   |
| 2015           | North & South                                     | bitComposer Entertainment   |
| 2015           | Panzer Tactics DS                                 | bitComposer Entertainment   |
| 2015           | Panzer Tactics HD                                 | bitComposer Entertainment   |
| 2015           | Thunder Wolves                                    | bitComposer Entertainment   |
| 2015           | Nexus: The Jupiter Incident                       | HD Publishing               |
| 2015           | Codename: Panzers                                 | NeocoreGames                |
| 2015           | Impossible Creatures                              | Relic Entertainment         |
| 2016           | Bang Bang Racing                                  | Digital Reality             |
| 2016           | Black Knight Sword                                | Digital Reality             |
| 2016           | Imperium Galactica                                | Digital Reality             |
| 2016           | Liberty Wings                                     | Digital Reality             |
| 2016           | Sine Mora                                         | Digital Reality             |
| 2016           | Scarabeus: Pearls of Nile                         | Digital Reality             |
| 2016           | SkyDrift                                          | Digital Reality             |
| 2016           | Ubrain                                            | Digital Reality             |
| 2016           | Armored Fist                                      | NovaLogic                   |
| 2016           | Black Fire                                        | NovaLogic                   |
| 2016           | Delta Force                                       | NovaLogic                   |
| 2016           | Comanche                                          | NovaLogic                   |
| 2016           | F-16 Multirole Fighter                            | NovaLogic                   |
| 2016           | F-22 Lightning II                                 | NovaLogic                   |
| 2016           | Jigsaw: The Ultimate Electronic Puzzle            | NovaLogic                   |
| 2016           | Joint Operations: Typhoon Rising                  | NovaLogic                   |
| 2016           | MiG-29 Fulcrum                                    | NovaLogic                   |
| 2016           | Tachyon: The Fringe                               | NovaLogic                   |
| 2016           | Ultrabots                                         | NovaLogic                   |
| 2016           | Wolfpack                                          | NovaLogic                   |
| 2016           | Sphinx and the Cursed Mummy                       | Mobile Gaming Studios       |
| 2016           | Legends of War                                    | Enigma Software Productions |
| 2016           | War Leaders: Clash of Nations                     | Enigma Software Productions |
| 2017           | Rad Rodgers                                       | Slipgate Studios            |
| 2017           | Giana Sisters                                     | Black Forest Games          |
| 2017           | Helldorado                                        | Black Forest Games          |
| 2017           | Rogue Stormers                                    | Black Forest Games          |
| 2017           | Fret Nice                                         | Pieces Interactive          |
| 2017           | Kill to Collect                                   | Pieces Interactive          |
| 2017           | Puzzlegeddon                                      | Pieces Interactive          |
| 2017           | Robo Surf                                         | Pieces Interactive          |
| 2017           | Roby Tumbler                                      | Pieces Interactive          |
| 2017           | Biomutant                                         | Experiment 101              |
| 2018           | 1940s                                             | HandyGames                  |
| 2018           | Aces of the Luftwaffe                             | HandyGames                  |
| 2018           | Aporkalypse                                       | HandyGames                  |
| 2018           | Bouncing Bandit                                   | HandyGames                  |
| 2018           | Clouds & Sheep                                    | HandyGames                  |
| 2018           | Devils & Demons                                   | HandyGames                  |
| 2018           | Dynamite Fishing                                  | HandyGames                  |
| 2018           | Farm Invasion USA                                 | HandyGames                  |
| 2018           | Epic Battle Dude                                  | HandyGames                  |
| 2018           | Guns'n'Glory                                      | HandyGames                  |
| 2018           | Happy Vikings                                     | HandyGames                  |
| 2018           | Hidden Temple                                     | HandyGames                  |
| 2018           | I Slay Zombies                                    | HandyGames                  |
| 2018           | infeCCt                                           | HandyGames                  |
| 2018           | My Fitness                                        | HandyGames                  |
| 2018           | Ninja Hero Cats                                   | HandyGames                  |
| 2018           | Panzer Panic                                      | HandyGames                  |
| 2018           | Photo Party Puzzle                                | HandyGames                  |
| 2018           | Pick by Watch                                     | HandyGames                  |
| 2018           | Rocket Island                                     | HandyGames                  |
| 2018           | Save the Puppies                                  | HandyGames                  |
| 2018           | Stage Dive Legends                                | HandyGames                  |
| 2018           | Stunt Kite Masters                                | HandyGames                  |
| 2018           | Super Party Sports                                | HandyGames                  |
| 2018           | Townsmen                                          | HandyGames                  |
| 2018           | Vegas Fruit Slots                                 | HandyGames                  |
| 2018           | Watch Face                                        | HandyGames                  |
| 2018           | Second Sight (alla rättigheter)                   | Crytek                      |
| 2018           | TimeSplitters (sålt till Deep Silver)             | Crytek                      |
| 2018           | Kingdoms of Amalur: Reckoning                     | 38 Studios                  |
| 2018           | Act of War                                        | Atari                       |
| 2018           | Alone in the Dark                                 | Atari                       |
| 2018           | Wreckfest                                         | Bugbear Entertainment       |
| 2018           | Expeditions: Conquistador                         | Logic Artists               |
| 2018           | Expeditions: Viking                               | Logic Artists               |
| 2018           | Carmageddon                                       | Stainless Games             |
| 2019           | Outcast                                           | Appeal                      |
| 2019           | ELEX                                              | Piranha Bytes               |
| 2019           | Gothic (alla rättigheter)                         | Piranha Bytes               |
| 2019           | Risen (alla rättigheter)                          | Piranha Bytes               |
| 2019           | Chronos                                           | Gunfire Games               |
| 2019           | Dead and Buried                                   | Gunfire Games               |
| 2019           | From Other Suns                                   | Gunfire Games               |
| 2019           | Remnant: From the Ashes                           | Gunfire Games               |
| 2020           | Rush for Berlin                                   | Deep Silver/Koch Media      |
| 2020           | Sacred                                            | Deep Silver/Koch Media      |
| 2020           | Singles: Flirt Up Your Life                       | Deep Silver/Koch Media      |

### Fotnoter
1. ↑  Rainbow Studios ägdes av THQ i en tidigare form och stängdes 2011.[25][26] När THQ Nordic (då Nordic Games), köpte det Rainbow Studios-utvecklade varumärket MX vs. ATV från THQ valde man att återuppliva Rainbow Studios samma år med minst åtta tidigare anställda.[27][28]